# Ann Savage

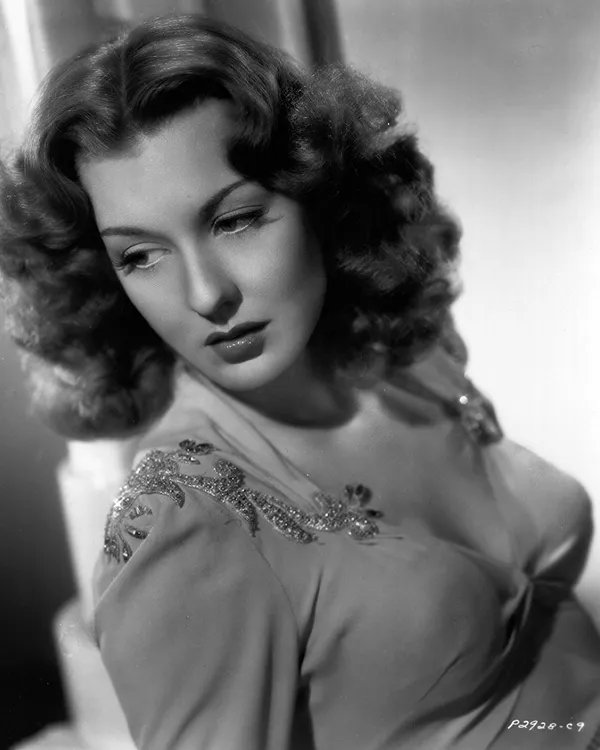
Ann Savage (1944)

Ann Savage (geboren am 19. Februar 1921 als Bernice Maxine Lyon in Columbia, South Carolina; gestorben am 25. Dezember 2008 in Hollywood, Kalifornien) war eine US-amerikanische Filmschauspielerin.

## Leben
Nach dem frühen Tod ihres Vaters zog Bernice Maxine Lyon mit ihrer Mutter von South Carolina nach Los Angeles. Sie nahm Schauspielunterricht bei Max Reinhardt, der ihr auch den Künstlernamen Ann Savage gab. Die attraktive Blondine hatte 1943 ihr Filmdebüt bei Columbia Pictures. Bedeutende Rollen in großen Filmen blieben ihr verwehrt, stattdessen arbeitete sie meist als Leading Lady in B-Filmen sowie als beliebtes Pin-up-Model. Bleibende Bekanntheit erreichte die Schauspielerin 1945 in der Rolle der bösartigen Anhalterin Vera in dem Film noir Umleitung von Edgar G. Ulmer. Auch mit weiteren, zumeist billig produzierten Kriminalfilmen etablierte sie damit ihr Image als Femme fatale.
Insgesamt trat Savage zwischen 1943 und 1955 in fast 40 Filmen auf; danach war sie nur noch zweimal auf der Kinoleinwand zu sehen: 1986 in Fire with Fire und in einem gefeierten Comeback 2007 in My Winnipeg des Regisseurs Guy Maddin. Nach dem Tod ihres dritten Ehemannes im Jahr 1969 arbeitete sie als Anwaltsgehilfin; auch erwarb sie 1979 eine Pilotenlizenz. Zuletzt lebte sie in einem Altersheim für Schauspieler in Los Angeles, wo sie Weihnachten 2008 mit 87 Jahren starb. Sie wurde auf dem Hollywood Forever Cemetery beigesetzt.

## Filmografie (Auswahl)
- 1943: One Dangerous Night
- 1943: Immer mehr, immer fröhlicher (The More the Merrier)
- 1943: Passport to Suez
- 1943: Footlight Glamour
- 1944: Dancing in Manhattan
- 1945: Midnight Manhunt
- 1945: Umleitung (Detour)
- 1946: Lady Chaser
- 1946: Renegade Girl
- 1949: Cisco I – Cisco, der Banditenschreck (Satan’s Cradle)
- 1950: Buschteufel im Dschungel (Pygmy Island)
- 1950–1952: Fireside Theatre (Fernsehserie, vier Folgen)
- 1953: Am Tode vorbei (Woman They Almost Lynched)
- 1986: Fire with Fire – Verbotene Leidenschaft (Fire with Fire)
- 1991: California High School (Fernsehserie, eine Folge)
- 2004: Edgar G. Ulmer – Der Mann im Off (Dokumentarfilm)
- 2007: My Winnipeg